# 2009 au Malawi
Cet article présente les faits marquants de l'année 2009 au Malawi.

## Évènements
- Dimanche 22 février 2009 : une délégation de l'Union africaine est arrivée pour « évaluer la situation politique » avant les élections générales du 19 mai prochain. La délégation qui comprend l'ancien président du Mozambique, Joaquim Chissano, et l'ancien président du Ghana, John Kufuor, a rencontré le président Bingu wa Mutharika et son prédécesseur Bakili Muluzi (1994-2004)[1].

- Dimanche 29 mars 2009 : lors du match de football opposant le Malawi à la Côte d'Ivoire en qualification pour le Mondial 2010, une tragique bousculade, au stade Houphouët-Boigny à Abidjan, provoquée par un mouvement de foule à la suite de l'effondrement d'un pan de mur, cause la mort de 19 personnes et en blesse 132 autres. Le mouvement de foule a dégénéré en bousculade après que la police eut fait usage de gaz lacrymogènes, alors que quelque 50 000 spectateurs étaient présents dans le stade.

- Mardi 19 mai 2009 : élection présidentielle. Le président sortant Bingu wa Mutharika est réélu pour un second mandat avec 66 % des suffrages contre 31 % pour son principal adversaire, John Tembo, selon les chiffres publiés dans la nuit de jeudi à vendredi et portant sur 93 % des bureaux de vote.

- Vendredi 22 mai 2009 : prestation de serment du président Bingu wa Mutharika devant quelques chefs d'État africains dans le stade de Blantyre. Pour la première fois, une femme, Joyce Banda, a été investie comme vice-présidente. Ils ont prêté serment sur la Bible et juré de « réellement accomplir leur rôle de président et de vice-présidente ». La prestation de serment a eu lieu avant la publication des résultats définitifs. Selon la Commission électorale, les résultats portant sur 93 % des bureaux assure une avance telle au président sortant qu'il ne peut pas être rattrapé.

- Mardi 8 décembre 2009 : un séisme d'une magnitude de 5,9 sur l'échelle de Richter a frappé le nord du Malawi, dans la vallée du Rift, faisant un mort et une dizaine de blessés par l'effondrement de plusieurs bâtiments. Le district de Karonga a connu depuis dimanche au moins douze séismes d'une magnitude de 4,8 à 5,9.

- Dimanche 20 décembre 2009 : un séisme d'une magnitude de 6,2 a fait 3 morts, dont un enfant, et 300 blessés dans le district de Karonga (nord). Depuis 2 semaines une série de séismes ont détruit quelque 1 110 maisons et 4 676 personnes ont été déplacés. Au total plus de 200 000 personnes ont été obligés de quitter leur maison dans la zone située sur la fente sismique de la vallée du Rift.

- Lundi 21 décembre 2009 : le Malawi lance un appel à l'aide à la communauté internationale pour obtenir d'urgence des tentes, des couvertures, des bâches, de la farine de maïs, entre autres choses.

- Mardi 29 décembre 2009 : la police annonce avoir arrêté un couple d'homosexuels pour « attentat à la pudeur » pour avoir organisé une cérémonie symbolique de mariage le week-end dernier, la première de ce type dans ce pays. L'homosexualité est illégale au Malawi et la sodomie est passible d'une peine de 14 ans de prison. Le Malawi, qui compte 13 millions d'habitants, est particulièrement touché par la pandémie de Sida, avec un taux de prévalence du VIH de 14 %. Plus de 20 % des homosexuels sont porteurs du virus[2].